# Aeroporto de Caiena-Rochambeau
O Aeroporto Internacional Félix-Éboué (em francês: Aéroport international Félix-Éboué), anteriormente chamado Aeroporto Internacional de Caiena-Rochambeau (IATA: CAY, ICAO: SOCA) é um aeroporto localizado na comuna de Matoury, 13 km ao sul de Caiena, capital da Guiana Francesa, e principal aeroporto internacional do departamento ultramarino da França.
Foi construído durante a Segunda Guerra Mundial, em 1943, pelos militares dos Estados Unidos que precisaram enviar bombardeiros para a África. Em 1949, foi comprado pela França. O nome Rochambeau é atribuído em referência a Jean-Baptiste Donatien de Vimeur de Rochambeau, comandante das tropas francesas que apoiaram os Estados Unidos em sua Guerra de Independência.